# Idmidronea flexuosa
Idmidronea flexuosa är en mossdjursart som först beskrevs av Pourtalès 1867.  Idmidronea flexuosa ingår i släktet Idmidronea och familjen Tubuliporidae. Inga underarter finns listade i Catalogue of Life.